# Seznam medailistů na letních olympijských hrách v maratonském běhu
Historický přehled medailistů v maratonu na Letních olympijských hrách:

## Medailisté

### Muži
| Rok  | Místo            | Zlato               | Výkon vítěze | Stříbro              | Bronz                 |
| ---- | ---------------- | ------------------- | ------------ | -------------------- | --------------------- |
| 1896 | Atény            | Spyridon Luis       | 2.58:50      | Charilaos Vasilakos  | Gyula Kellner         |
| 1900 | Paříž            | Michel Théato       | 2.59:45      | Émile Champion       | Ernst Fast            |
| 1904 | St. Louis        | Thomas Hicks        | 3.28:53      | Albert Coray         | Arthur Newton         |
| 1908 | Londýn           | John Hayes          | 2.55:18,4    | Charles Hefferon     | Joseph Forshaw        |
| 1912 | Stockholm        | Kenneth McArthur    | 2.36:54,8    | Christian Gitsham    | Gaston Strobino       |
| 1920 | Antverpy         | Hannes Kolehmainen  | 2.32:35,8    | Jüri Lossmann        | Valerio Arri          |
| 1924 | Paříž            | Albin Stenroos      | 2.41:22.6    | Romeo Bertini        | Clarence DeMar        |
| 1928 | Amsterodam       | Boughera El Ouafi   | 2.32:57      | Manuel Plaza         | Martti Marttelin      |
| 1932 | Los Angeles      | Juan Carlos Zabala  | 2.31:36      | Samuel Ferris        | Armas Toivonen        |
| 1936 | Berlín           | Son Ki-džong        | 2.29:19,2    | Ernest Harper        | Nam Sung-Yong         |
| 1948 | Londýn           | Delfo Cabrera       | 2.34:51,6    | Thomas Richards      | Étienne Gailly        |
| 1952 | Helsinky         | Emil Zátopek        | 2.23:03.2    | Reinaldo Gorno       | Gustaf Jansson        |
| 1956 | Melbourne        | Alain Mimoun        | 2.25:00      | Franjo Mihalić       | Veikko Karvonen       |
| 1960 | Řím              | Abebe Bikila        | 2.15:16,2    | Rhadí Ben Abdesselam | Barry Magee           |
| 1964 | Tokio            | Abebe Bikila        | 2.12:11,2    | Basil Heatley        | Kokiči Cuburaja       |
| 1968 | Ciudad de México | Mamo Wolde          | 2:20:26,4    | Kendži Kimihara      | Michael Ryan          |
| 1972 | Mnichov          | Frank Shorter       | 2:12:19,8    | Karel Lismont        | Mamo Wolde            |
| 1976 | Montréal         | Waldemar Cierpinski | 2:09:55      | Frank Shorter        | Karel Lismont         |
| 1980 | Moskva           | Waldemar Cierpinski | 2:11:03      | Gerard Nijboer       | Satymkul Džumanazarov |
| 1984 | Los Angeles      | Carlos Lopes        | 2:09:21      | John Treacy          | Charlie Spedding      |
| 1988 | Soul             | Gelindo Bordin      | 2:10:32      | Douglas Wakiihuri    | Ahmed Salah           |
| 1992 | Barcelona        | Hwang Jong-džo      | 2:13:23      | Koiči Morišita       | Stephan Freigang      |
| 1996 | Atlanta          | Josia Thugwane      | 2:12:36      | Lee Bong-ju          | Erick Wainaina        |
| 2000 | Sydney           | Gezahegne Abera     | 2:10:11      | Erick Wainaina       | Tesfaye Tola          |
| 2004 | Atény            | Stefano Baldini     | 2:10:55      | Mebrahtom Keflezighi | Vanderlei de Lima     |
| 2008 | Peking           | Samuel Wanjiru      | 2:06:32      | Jaouad Gharib        | Tsegay Kebede         |
| 2012 | Londýn           | Stephen Kiprotich   | 2:08:01      | Abel Kirui           | Wilson Kipsang        |
| 2016 | Rio de Janeiro   | Eliud Kipchoge      | 2:08:44      | Feyisa Lilesa        | Galen Rupp            |
| 2020 | Tokio            | Eliud Kipchoge      | 2:08,38      | Abdi Nageeye         | Bashir Abdi           |
| 2024 | Paříž            | Tamirat Tola        | 2:06:26 - OR | Bashir Abdi          | Benson Kipruto        |

## Medailové pořadí zemí
| Pořadí             | Země                                 | Zlato | Stříbro | Bronz | Celkem |
| ------------------ | ------------------------------------ | ----- | ------- | ----- | ------ |
| 1.                 | Etiopie (ETH)                        | 5     | 1       | 3     | 9      |
| 2.                 | Spojené státy americké (USA)         | 3     | 3       | 6     | 12     |
| 3.                 | Keňa (KEN)                           | 3     | 3       | 3     | 9      |
| 4.                 | Francie (FRA)                        | 3     | 1       | 0     | 4      |
| 5.                 | Jihoafrická republika (RSA)          | 2     | 2       | 0     | 4      |
| 6.                 | Itálie (ITA)                         | 2     | 1       | 1     | 4      |
| 7.                 | Argentina (ARG)                      | 2     | 1       | 0     | 3      |
| 8.                 | Finsko (FIN)                         | 2     | 0       | 3     | 5      |
| 9.                 | Německá demokratická republika (GDR) | 2     | 0       | 0     | 2      |
| 10.                | Japonsko (JPN)                       | 1     | 2       | 2     | 5      |
| 11.                | Řecko (GRE)                          | 1     | 1       | 0     | 2      |
| 12.                | Jižní Korea (KOR)                    | 1     | 1       | 0     | 2      |
| 13.                | Kanada (CAN)                         | 1     | 0       | 0     | 1      |
| 14.                | Československo (TCH)                 | 1     | 0       | 0     | 1      |
| 15.                | Portugalsko (POR)                    | 1     | 0       | 0     | 1      |
| 16.                | Uganda (UGA)                         | 1     | 0       | 0     | 1      |
| 17.                | Velká Británie (GBR)                 | 0     | 4       | 1     | 5      |
| 18.                | Maroko (MAR)                         | 0     | 2       | 0     | 2      |
| 19.                | Nizozemsko (NED)                     | 0     | 2       | 0     | 2      |
| 20.                | Belgie (BEL)                         | 0     | 2       | 3     | 5      |
| 21.                | Švédsko (SWE)                        | 0     | 1       | 2     | 3      |
| 22.                | Chile (CHI)                          | 0     | 1       | 0     | 1      |
| 23.                | Estonsko (EST)                       | 0     | 1       | 0     | 1      |
| 24.                | Irsko (IRL)                          | 0     | 1       | 0     | 1      |
| 25.                | Jugoslávie (YUG)                     | 0     | 1       | 0     | 1      |
| 26.                | Nový Zéland (NZL)                    | 0     | 0       | 2     | 2      |
| 27.                | Brazílie (BRA)                       | 0     | 0       | 1     | 1      |
| 28.                | Džibutsko (DJI)                      | 0     | 0       | 1     | 1      |
| 29.                | Německo (GER)                        | 0     | 0       | 1     | 1      |
| 30.                | Maďarsko (HUN)                       | 0     | 0       | 1     | 1      |
| 31.                | Sovětský svaz (URS)                  | 0     | 0       | 1     | 1      |
| Celkem po LOH 2024 | Celkem po LOH 2024                   | 31    | 31      | 31    | 93     |

### Ženy
od roku 1984
| Rok  | Místo          | Zlato                  | Výkon vítěze | Stříbro              | Bronz                   |
| ---- | -------------- | ---------------------- | ------------ | -------------------- | ----------------------- |
| 1984 | Los Angeles    | Joan Benoitová         | 2.24:52      | Grete Waitzová       | Rosa Motaová            |
| 1988 | Soul           | Rosa Motaová           | 2.25:40      | Lisa Martinová       | Katrin Dörreová         |
| 1992 | Barcelona      | Valentina Jegorovová   | 2.32:41      | Júko Arimoriová      | Lorraine Mollerová      |
| 1996 | Atlanta        | Fatuma Roba            | 2.26:05      | Valentina Jegorovová | Júko Arimoriová         |
| 2000 | Sydney         | Naoko Takahašiová      | 2.23:14      | Lidia Șimonová       | Joyce Chepchumbaová     |
| 2004 | Atény          | Mizuki Nogučiová       | 2.26:20      | Catherine Ndereba    | Deena Kastorová         |
| 2008 | Peking         | Constantina Tomescuová | 2.26:44      | Catherine Ndereba    | Čou Čchun-siou          |
| 2012 | Londýn         | Tiki Gelanaová         | 2.23:07      | Priscah Jeptoová     | Taťjana Petrovová       |
| 2016 | Rio de Janeiro | Jemima Sumgongová      | 2.24:04      | Eunice Kirwaová      | Mare Dibabaová          |
| 2020 | Tokio          | Peres Jepchirchirová   | 2:27,20      | Brigid Kosgeiová     | Molly Seidelová         |
| 2024 | Paříž          | Sifan Hassanová        | 2:22:55 - OR | Tigst Assefaová      | Hellen Onsando Obiriová |

## Medailové pořadí zemí
| Pořadí             | Země                                 | Zlato | Stříbro | Bronz | Celkem |
| ------------------ | ------------------------------------ | ----- | ------- | ----- | ------ |
| 3.                 | Keňa (KEN)                           | 2     | 4       | 1     | 7      |
| 2.                 | Japonsko (JPN)                       | 2     | 1       | 1     | 4      |
| 3.                 | Etiopie (ETH)                        | 2     | 0       | 1     | 3      |
| 4.                 | Rumunsko (ROU)                       | 1     | 1       | 0     | 2      |
| 5.                 | Portugalsko (POR)                    | 1     | 0       | 1     | 2      |
| 6.                 | Spojené státy americké (USA)         | 1     | 0       | 2     | 3      |
| 7.                 | Sjednocený tým (EUN)                 | 1     | 0       | 0     | 1      |
| 8.                 | Rusko (RUS)                          | 0     | 1       | 1     | 2      |
| 9.                 | Austrálie (AUS)                      | 0     | 1       | 0     | 1      |
| 10.                | Bahrajn (BRN)                        | 0     | 1       | 0     | 1      |
| 11.                | Norsko (NOR)                         | 0     | 1       | 0     | 1      |
| 12.                | Německá demokratická republika (GDR) | 0     | 0       | 1     | 1      |
| 13.                | Nový Zéland (NZL)                    | 0     | 0       | 1     | 1      |
| 14.                | Čína (CHN)                           | 0     | 0       | 1     | 1      |
| Celkem po LOH 2020 | Celkem po LOH 2020                   | 10    | 10      | 10    | 30     |